# Clovia divergens
Clovia divergens är en insektsart som beskrevs av Victor Lallemand 1940. Clovia divergens ingår i släktet Clovia och familjen spottstritar. Inga underarter finns listade i Catalogue of Life.